# 二十点协议
《二十點協議》是北婆羅洲（今沙巴）领袖在英国伦敦谈判结束之后，对于成立马来西亚事宜所提呈的基本诉求文件。这份诉求文件并无透过法律程序在立法议会中通过成为一个法律条文，是一份不具有法律地位的备忘录。
尽管如此，《二十点协议》中的部份条文在《马来西亚协定》附录A文件，即《马来西亚法案》中获得采纳，并後來成為《馬來西亞憲法》的一部份。其他條文則獲口頭接納。
《二十點協議》被一些關注沙巴權益人士所質疑，他們認為该協議需要根據社會、經濟和政治的轉變而作出修訂。馬來西亞成立後，一些關注沙巴權益人士批評馬來西亞聯邦政府違反了《二十點協議》的精神，尽管该协议并不具有的法律地位。

## 背景

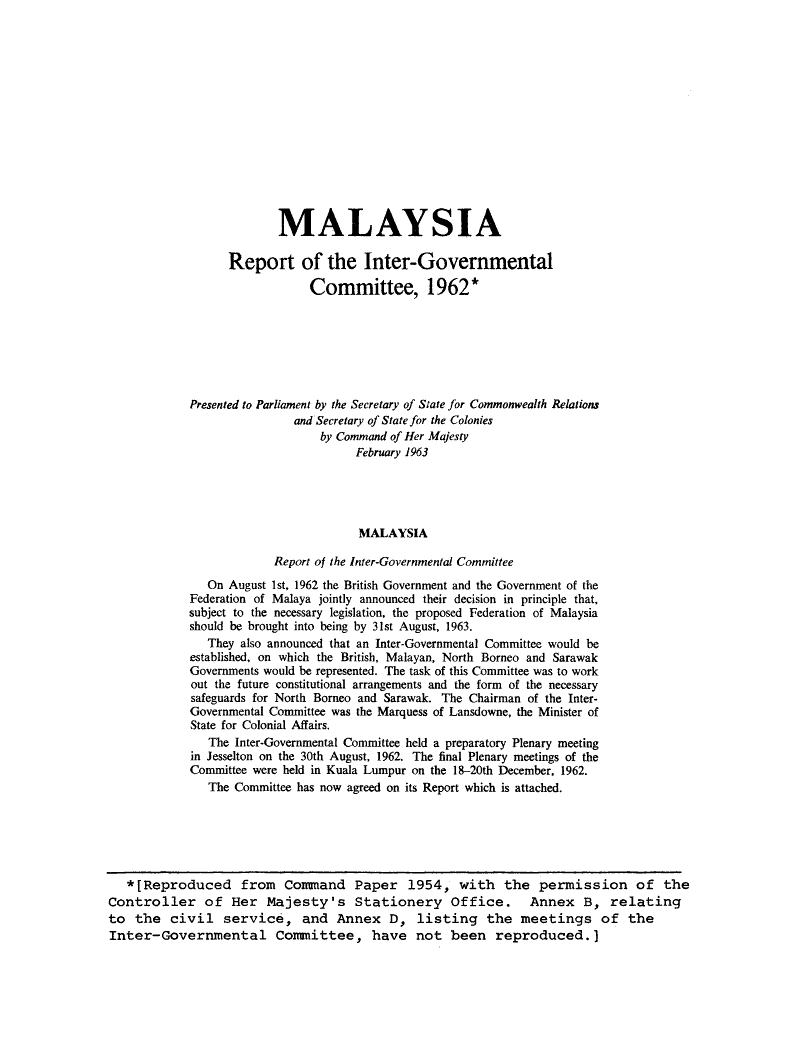
1962年8月1日跨政府委員會所發表的報告

根據英國與馬來亞聯合邦所簽的協議，尊重北婆羅洲和砂拉越人民的自決權對成立馬來西亞構成挑戰。
1961年11月23日，英國和馬來亞联合邦政府发布聯合聲明，指作出最後決定前会探悉北婆羅洲和砂拉越人民的意見，成立一個委員會去負責這個任務，並提出建議。
1962年1月，英國政府和馬來亞联合邦政府任命科博德委員會去諮詢北婆羅洲和砂拉越的意見，以得悉當地居民會否支持建立馬來西亞聯邦的建議。該五人委員會由兩名馬來亞人和三名英國人組成，並由卡梅伦·科博德擔任主席。此外，為了制訂《馬來西亞協定》的詳情，一個跨政府委員會亦成立，由英國的乔治·配第-菲茨莫里斯和馬來亞的敦阿都拉萨擔任委員。
北婆羅洲為了確保在馬來西亞成立時仍能保住自己的利益、權利和自治權，於是制訂《二十點協議》，而砂拉越亦制訂类似文件即《十八點協議》。

## 內容

### 第一點：宗教
雖然伊斯蘭教被列為馬來西亞官方宗教而沒有做出任何反對，然而伊斯蘭教不應該在北婆羅洲實行。且所有在馬來亞联合邦憲法中有關伊斯蘭教的法規應當不許在北婆羅洲實行。

### 第二點：語文
- 馬來文應該被列為马来西亚国语。
- 英文必須持續使用至到十年後的馬來西亞日。
- 無論在何時、何地點或對洲與直轄區執行的目的，英文必須列为北婆羅洲的官方語言[8][9]。

### 第三點：憲法
雖然北婆羅洲接受馬來亞憲法作為馬來西亞憲法的基礎，馬來西亞憲法需要是一份新的草擬文件，並需得到各州的同意。北婆羅洲的新憲法亦應受到重視。

### 第四點：聯邦最高元首
北婆羅洲元首無權角逐马来西亚最高元首。

### 第五點：聯邦名稱
是“馬來西亞”，而不是“大馬來亞”。

### 第六點：入境事務
應與中央（联邦政府）聯合管理，但中央政府對北婆羅洲的一切移民事務應先得到北婆羅洲政府的首肯。除安全理由外，中央政府對人員入境北婆羅洲並沒有否決權。北婆羅洲在入境與出境事務中有保留權。

### 第七點：退出權力
北婆羅洲不應有權從聯邦脱离。

### 第八點：婆羅洲化
指定當地人成為北婆羅洲公務員的過程應盡快實行。

### 第九點：英國官員
尽量鼓励英籍官员留任直到有适当北婆羅洲人选可以取代时为止。

### 第十點：國籍
根據科博德委員會報告的第148(k)段，北婆羅洲下列居民持有馬來西亞國籍：
- 在北婆羅洲居住滿五年
- 十年內有七年在北婆羅洲居住
- 出生於北婆羅洲，父母為北婆羅洲居民[9][10]

### 第十一點：稅收和金融
北婆羅洲負責自己的財務、發展及稅收，並有權自行徵稅及借貸。

### 第十二點：原住民或土著人的特殊地位
北婆羅洲土著應享有類似於馬來亞联合邦馬來人的特權，但現有馬來亞模式對北婆羅洲未必完全適用。

### 第十三點：政府
- 北婆羅洲總理由立法會非官守議員選出。
- 北婆羅洲實行部長制[9][10]。

### 第十四點：轉型時期
在加入馬來西亞的七年過渡期內，北婆羅洲之立法權力將由北婆羅洲憲法賦予，聯邦政府暫無權力插手。

### 第十五點：教育
北婆羅洲的教育系統會被保留，並由北婆羅洲政府控制。

### 第十六點：保護憲法
在未獲得北婆羅洲政府的同意之下，聯邦政府沒有權利修訂或廢除保護北婆羅洲權益的條文。
北婆羅洲的修憲權歸北婆羅洲人民所有。

### 第十七點：聯邦議會的代表
聯邦國會的代表不僅僅應取決於北婆羅洲人口但也必須取決於州的面積，國會代表的人數亦不可少過新加坡代表的數量。

### 第十八點：首長名稱
國家元首。

### 第十九點：国家名稱
沙巴。

### 第二十點：土地、森林、當地政府和其他
聯邦憲法規定之國家土地局權力並不適用於北婆羅洲。同樣地，北婆羅洲亦不屬地方政府委員會的權力範圍內。

## 爭議

### 第七點：退出權力
砂拉越大學的仄尼里博士認為，根據第七點，砂拉越和沙巴沒有權利從聯邦分裂出去。但是，沙巴分離主義組織領袖多丽丝琼斯則認為，條文中使用了一詞，而非使用帶有命令含意的一詞，顯示這只是一個建議。
根据《马来西亚宪法》第二條規定，马来西亚国会有權變更州的邊界和允許新州加入聯邦，並沒有規定州可以脫離聯邦。但是曾任职于馬來西亞國際伊斯蘭大學的學者阿都阿茲巴里表示，该條文亦規定馬來西亞國會具有將州脫離聯邦的最終決定權，如1965年馬來西亞國會曾通過新加坡退出馬來西亞的動議。
根據《1948年煽動法令》，提出任何關於沙巴和砂拉越從馬來西亞獨立的建議均是違法行為。

### 第十八點：首長名稱
根据《马来西亚协定》第一条，作为英殖民地的北婆罗洲和砂拉越将依据协定及各项附录条文成为沙巴州、砂拉越州，而该协定的附录A文件中定义了“Governor”一词含义为无统治者州属的首长，其中包括了时任沙巴国家元首（Yang di-Pertua Negara in Sabah）。
尽管《马来西亚协定》定义了沙巴为联邦州属，但“沙巴国家元首”一词随着“Governor”这一术语于1963年至1976年依然被写入《马来西亚宪法》内。直到1976年8月27日，《马来西亚宪法》第160条规定废除了“Governor”一词，并以“Yang di-Pertua Negari”即“州元首”取代之。结束了“沙巴国家元首”这一称呼，以致沙巴地位和《马来西亚协定》条文中定义为州保持一致。
然而另一边厢，自馬來西亞成立後，砂拉越元首的職銜名稱就是“州元首”。
但是，部份團體認為沙巴和砂拉越應該是國家，兩地的元首亦應被稱為國家元首。他们认为砂拉越和沙巴分別在1963年7月22日和1963年8月31日獨立，而非自治，然後才在1963年9月16日與馬來亞联合邦及新加坡組成馬來西亞。他們認為1963年至1976年間沙巴的元首稱作國家元首便可證明這一點。
但上述说法遭到学者质疑，因为在1963年9月16日（马来西亚日）之前，英女王依然是北婆罗洲、砂拉越和新加坡的合法主权掌握人，直到該天才放弃对上述三自治区的主权和司法管辖权。尽管在同年7月22日和1963年8月31日，由于砂拉越和沙巴当地人透過英女王驻地总督委任而获得自治，产生情感上的独立，但无论在事实上或法律上都不曾取得独立。